# 3155 Lee
3155 Lee è un asteroide della fascia principale. Scoperto nel 1984, presenta un'orbita caratterizzata da un semiasse maggiore pari a 2,3423903 UA e da un'eccentricità di 0,1013031, inclinata di 7,20400° rispetto all'eclittica.
L'asteroide è dedicato al generale confederato Robert Edward Lee.